# Prionocidaris baculosa
Oursin à piquants épineux
Espèce
Prionocidaris baculosa, communément appelé Oursin à piquants épineux, est une espèce d'oursins de la famille des Cidaridae, que l'on trouve dans le bassin Indo-pacifique.

## Description

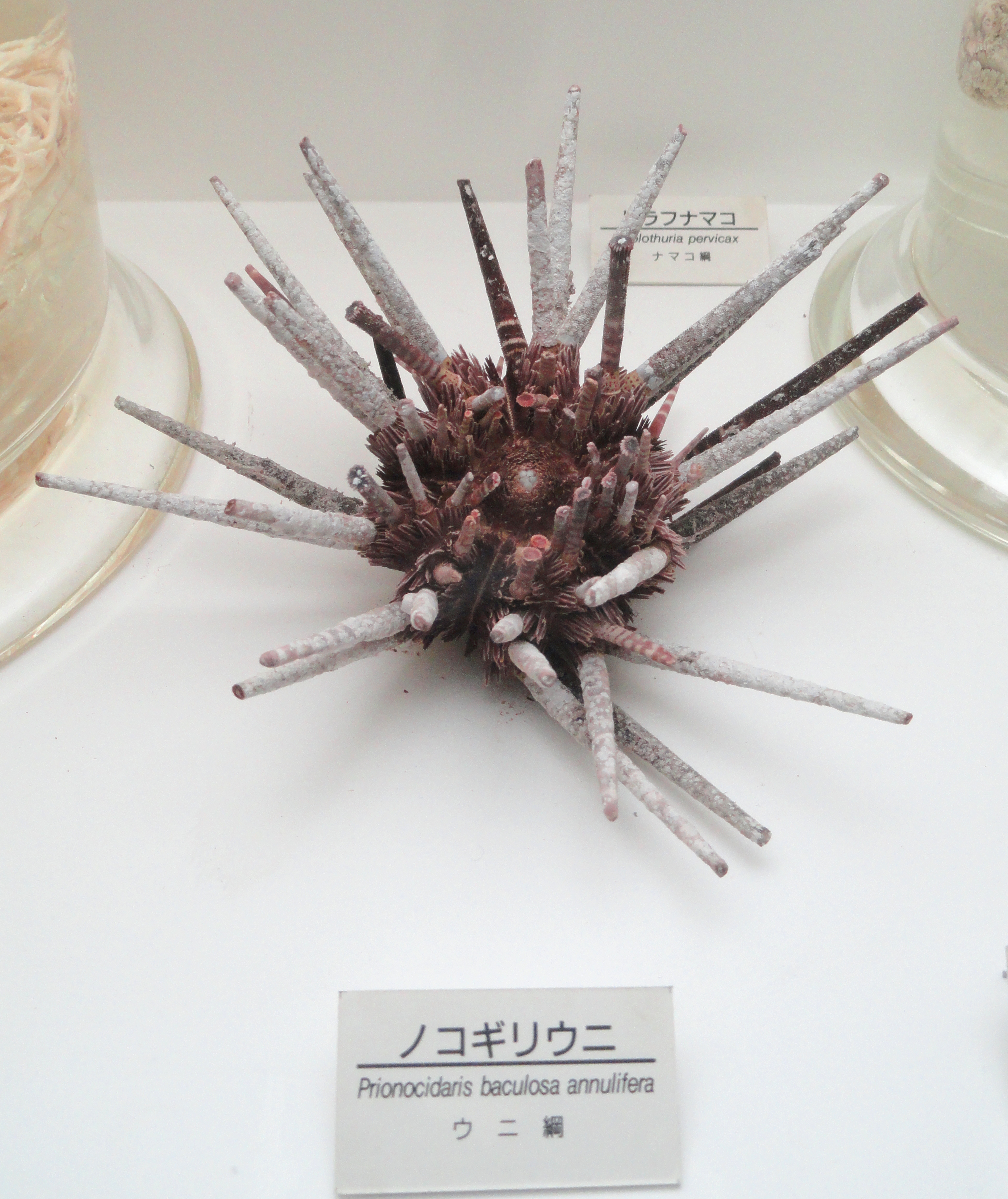
Spécimen de muséum.

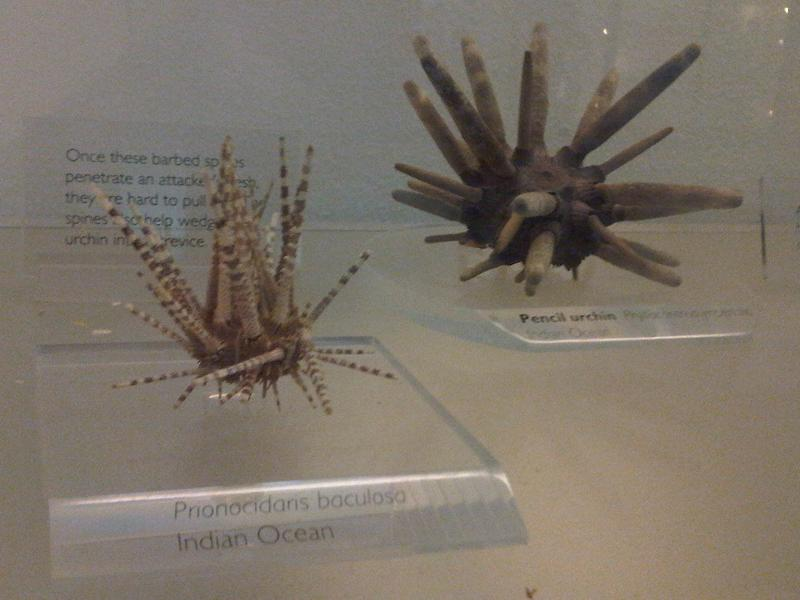
Prionocidaris baculosa avec un Phyllacanthus imperialis.

C'est un oursin de taille moyenne, dont le test (coquille) mesure entre 5 et 8 cm. Il est caractérisé par ses radioles (piquants) peu nombreuses, mais particulièrement longues (pouvant dépasser le diamètre du test), épaisses et robustes ; elles sont de forme cylindrique et plus ou moins barbelées d'épines secondaires sur toute leur longueur. Les jeunes radioles sont roses parfois rayées de pourpre, avec une extrémité évasée caractéristique (celles de la face orale conservent cette configuration) ; les plus anciennes sont le plus souvent recouvertes d'algues et d'épibiontes leur donnant en général une teinte grisâtre, mais quand elles sont propres elles apparaissent annelées de rouge et de crème ou de rose. La base des radioles est normalement ponctuée ou rayée de violet (ce qui la distingue des autres espèces de son genre).
Le test est couvert de radioles secondaires courtes en forme d'écailles ; il est souvent sombre, généralement rose, violet ou rouge foncé, parfois presque noir.

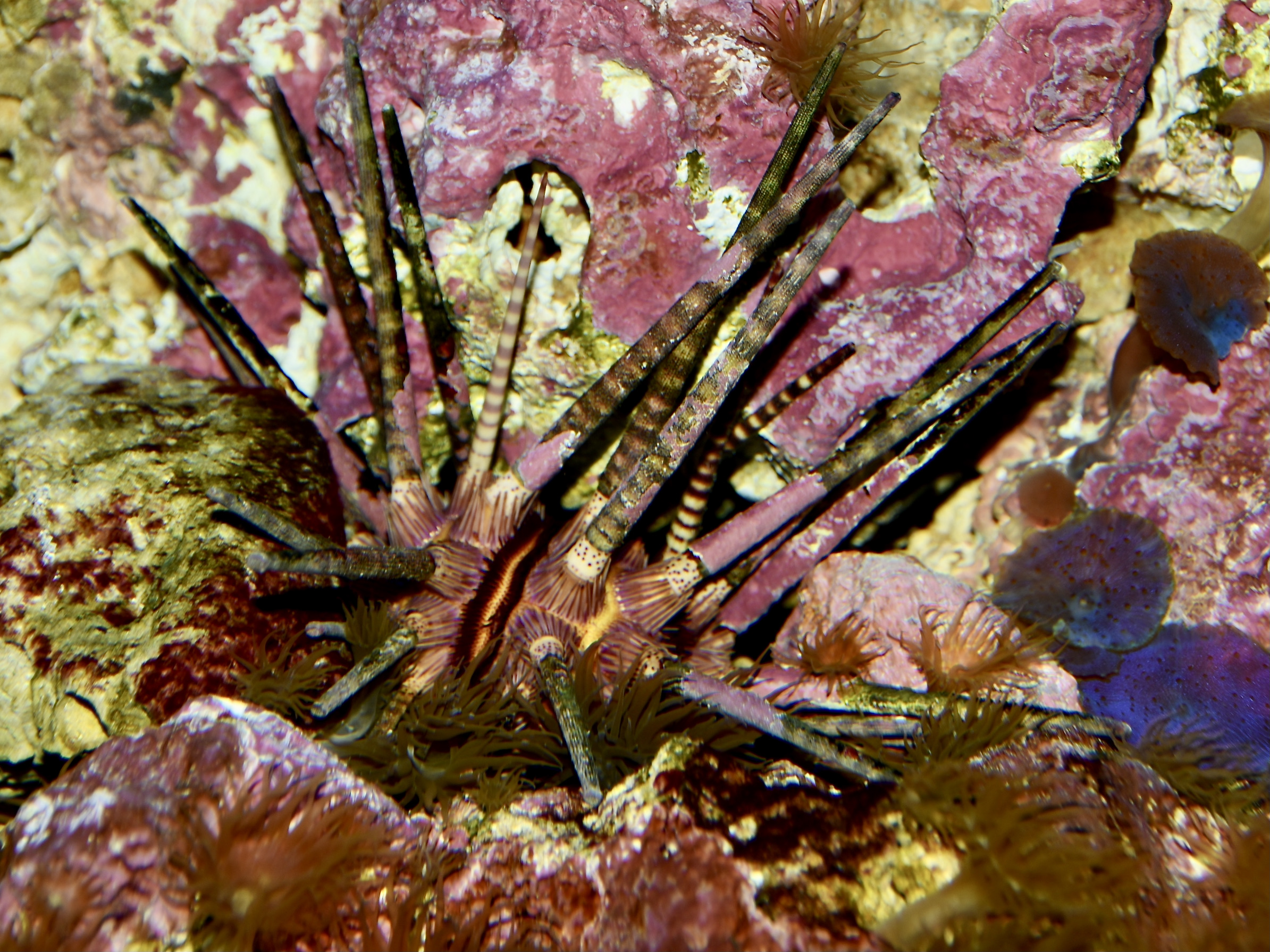
En aquarium.
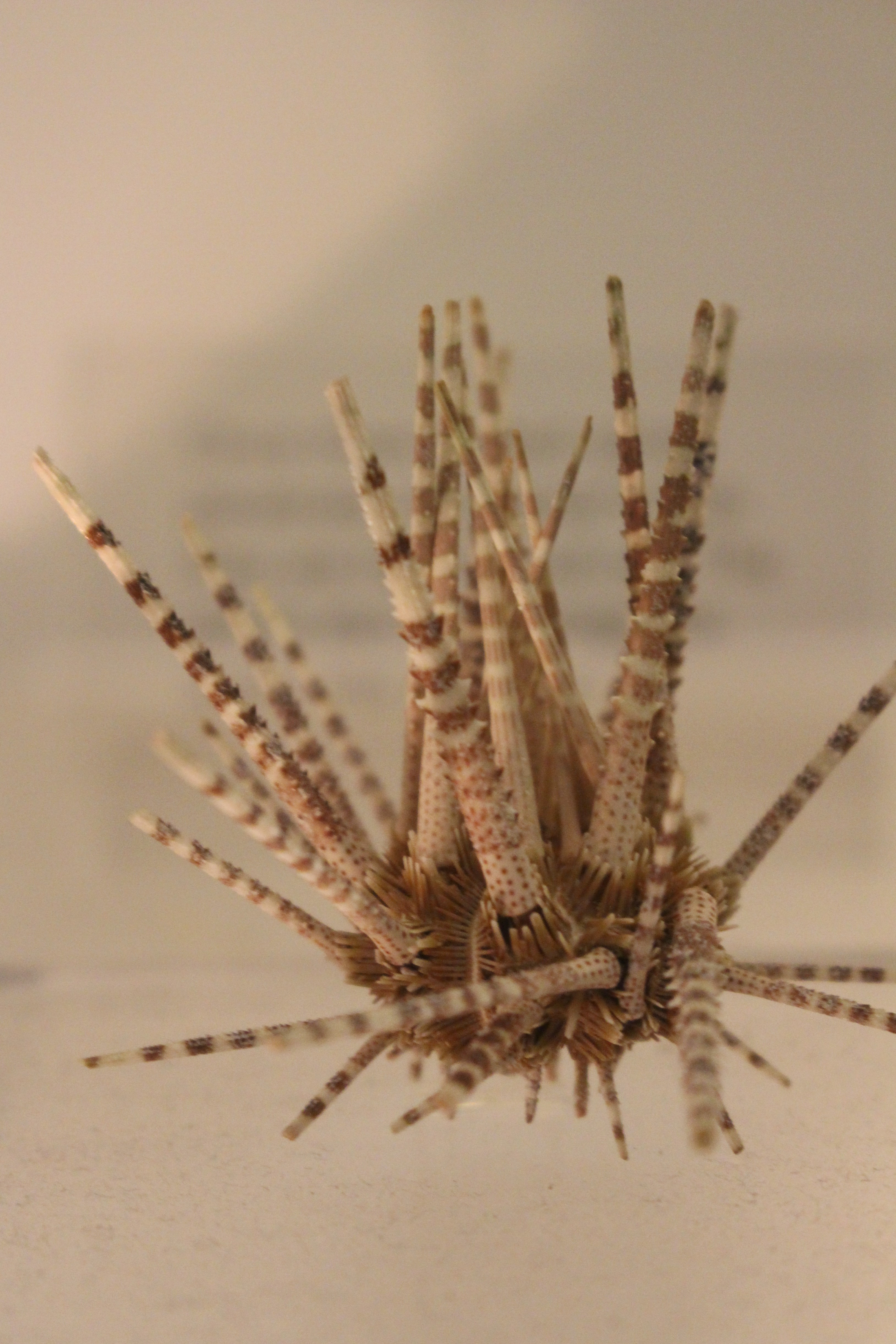
Spécimen naturalisé (NHM).
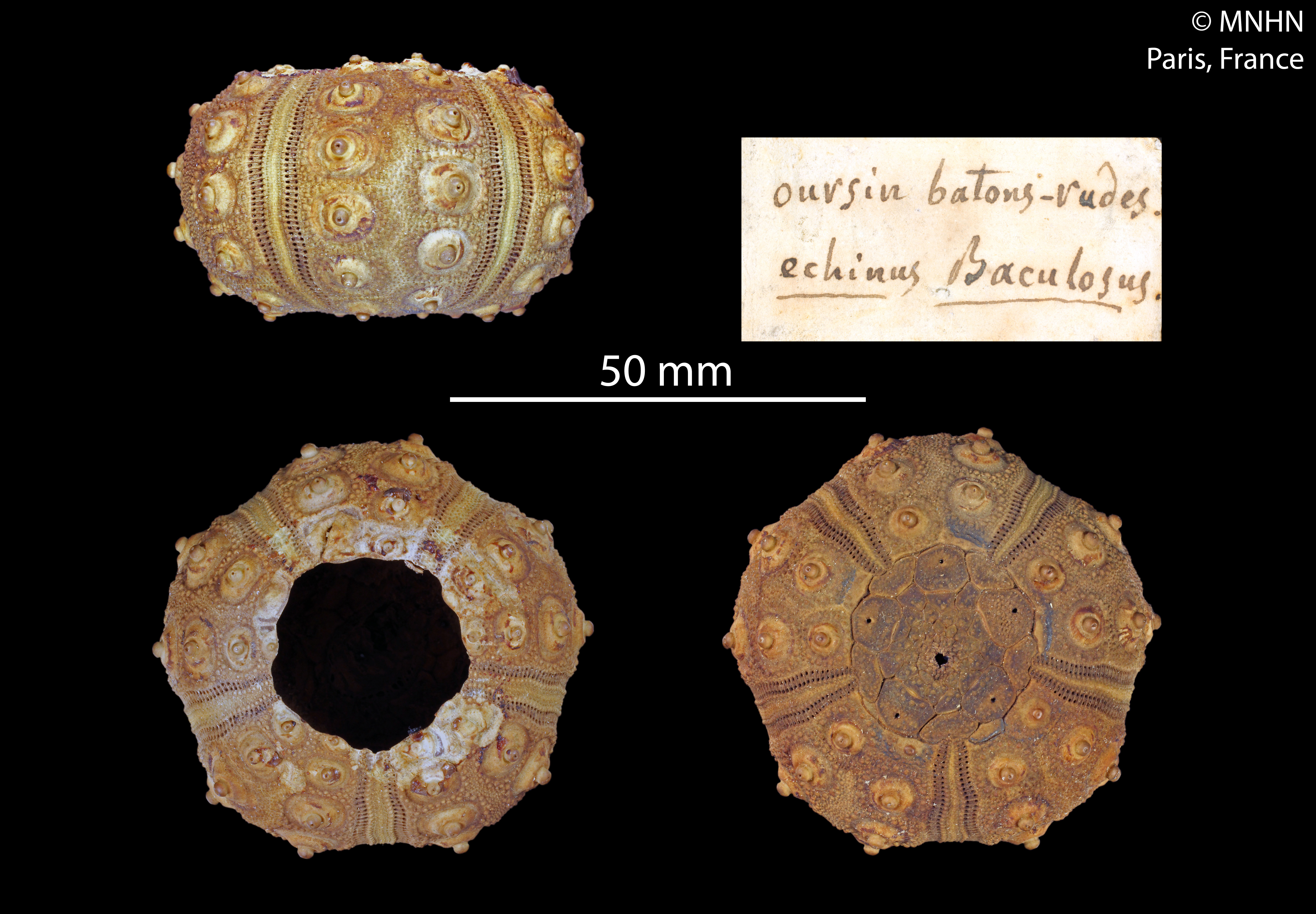
Test (MNHN).
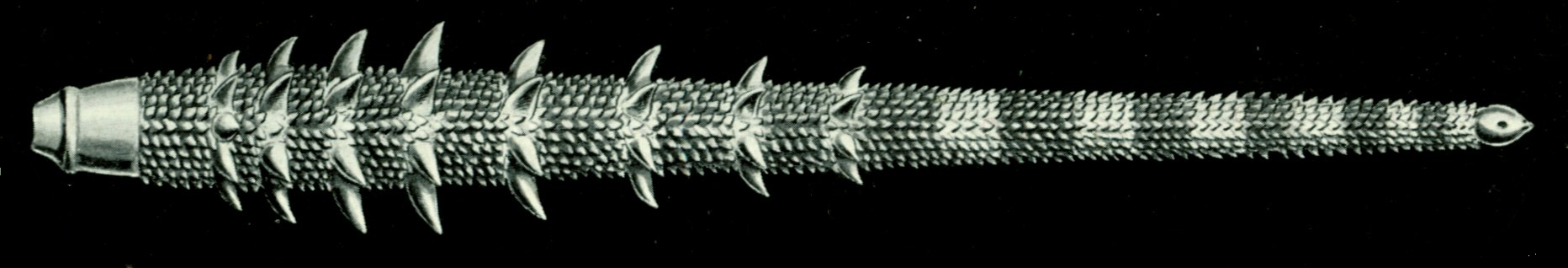
Radiole dessinée par Ernst Haeckel.

Cette espèce ressemble énormément aux autres espèces du genre Prionocidaris, et l'analyse squelettique (voire génétique) est souvent requise pour les départager (même si l'aire de répartition diffère parfois) : les motifs à la base des radioles semblent cependant les distinguer quand il n'est pas ambigu. Ainsi, la base des radioles est ponctuée de violet chez P. baculosa, rayée de la même couleur chez P. pistillaris, et unie chez P. bispinosa. Il peut aussi être confondu avec son cousin Chondrocidaris gigantea (plus gros, avec le test clair et des radioles plus piquantes) ou à Phyllacanthus imperialis, qui a des radioles lisses.

## Habitat et répartition
Cet oursin semble être rencontré en mer Rouge et dans l'Ouest de l'océan Indien, mais peut aussi être trouvé en d'autres endroits du bassin Indo-Pacifique tropical des côtes est-africaines à l'île Maurice et aux Maldives, et jusqu'aux Philippines et à l'Australie, voire en Nouvelle-Calédonie. 
Il peut vivre relativement profond, jusqu'à 200 m de fond, mais est plus souvent trouvé entre 38 et 140 m de profondeur.

## Écologie et comportement
Ce sont des oursins cryptiques, qui vivent cachés pendant la journée dans des cavités ombragées, dont ils ne sortent que la nuit pour se nourrir. Leur régime est très omnivore : algues, corallinales, éponges, débris, charognes... Ils broutent le substrat situé en dessous d'eux avec leur puissant appareil masticateur (appelé « Lanterne d'Aristote »), placé au centre de la face orale.
La reproduction est gonochorique, et mâles et femelles relâchent leurs gamètes en même temps en pleine eau, où œufs puis larves vont évoluer parmi le plancton pendant quelques semaines avant de se fixer.

## P. baculosaet l'homme
Comme cette espèce est assez rare et vit en profondeur, elle n'est généralement rencontrée que par les plongeurs expérimentés.
Ses impressionnantes radioles n'étant pas pointues, elle ne représente aucun danger.
Espèce particulièrement impressionnante, l'oursin à piquants épineux est souvent représenté, et figure par exemple sur une émission de timbres du Mozambique de 1982.
Des spécimens naturalisés constituent aussi des objets de collection relativement prisés.
Cette espèce a également été décrite et dessinée par le célèbre peintre naturaliste Ernst Haeckel, qui en a tiré plusieurs dessins célèbres.

## Systématique
Selon World Register of Marine Species (8 février 2014), cette espèce compte trois sous-espèces :
- sous-espèce Prionocidaris baculosa annulifera (Lamarck, 1816)
- sous-espèce Prionocidaris baculosa baculosa (Lamarck, 1816)
- sous-espèce Prionocidaris baculosa longicollis Mortensen, 1928